# NSU 13/40 PS
Der NSU 13/40 PS war ein PKW der oberen Mittelklasse, den die Neckarsulmer Fahrzeugwerke Aktiengesellschaft in den Jahren 1911 und 1912 bauten. Das Modell war damals der größte Wagen in der Modellpalette des Herstellers.
Der wassergekühlte Motor war ein Vierzylinder-Blockmotor mit einem Hubraum von 3768 cm³ (Bohrung × Hub = 100 × 120 mm), der 40 PS (29 kW) bei 1800/min leistete. Bald nach seinem Erscheinen wurde der Motor etwas verkleinert: Er hatte nun einen Hubraum von 3397 cm³ (Bohrung × Hub = 100 × 120 mm), blieb in der Leistung aber gleich. Beide Motoren hatten dreifach gelagerte Kurbelwellen, Doppelzündung (Magnet und Batterie), Druckumlaufschmierung und gegengesteuerte Ventile. Der Kraftstofftank lag hinten. Der Kraftstoff wurde durch die Auspuffgase gefördert, wobei ein Teil der Auspuffgase in den dicht verschlossenen Tank geleitet wurde, dort einen leichten Überdruck erzeugte und so dafür sorgte, dass der Kraftstoff nach vorne zum Vergaser strömte. Die Motorkraft wurde über eine Lamellenkupplung im Ölbad, ein Vierganggetriebe mit rechts angebrachter Kulissenschaltung und eine Kardanwelle auf die Hinterräder übertragen. Der Radstand der Wagen betrug 3200 mm, ihre Spurweite 1375 mm und das Gewicht 1350 kg. Die Höchstgeschwindigkeit lag bei etwa 75 km/h.
1912 ersetzte der 13/35 PS das Modell.